# Atelier Rosa
Das Atelier Rosa ist ein Tageslichtstudio, das zwischen 1960 und 1968 nach den Plänen des deutschen Bildhauers Hermann Rosa im Münchner Stadtteil Schwabing errichtet wurde.

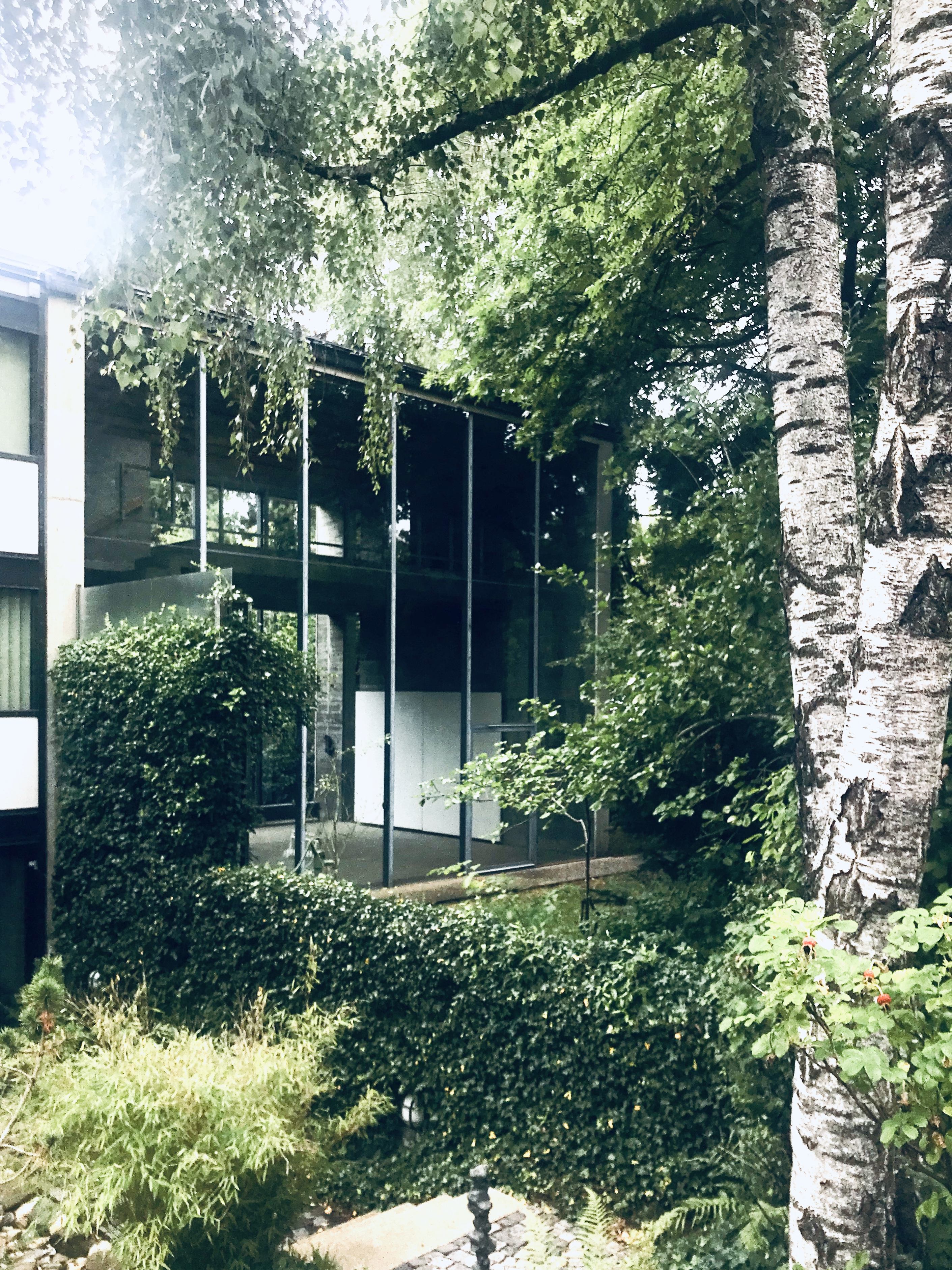
Atelier Rosa

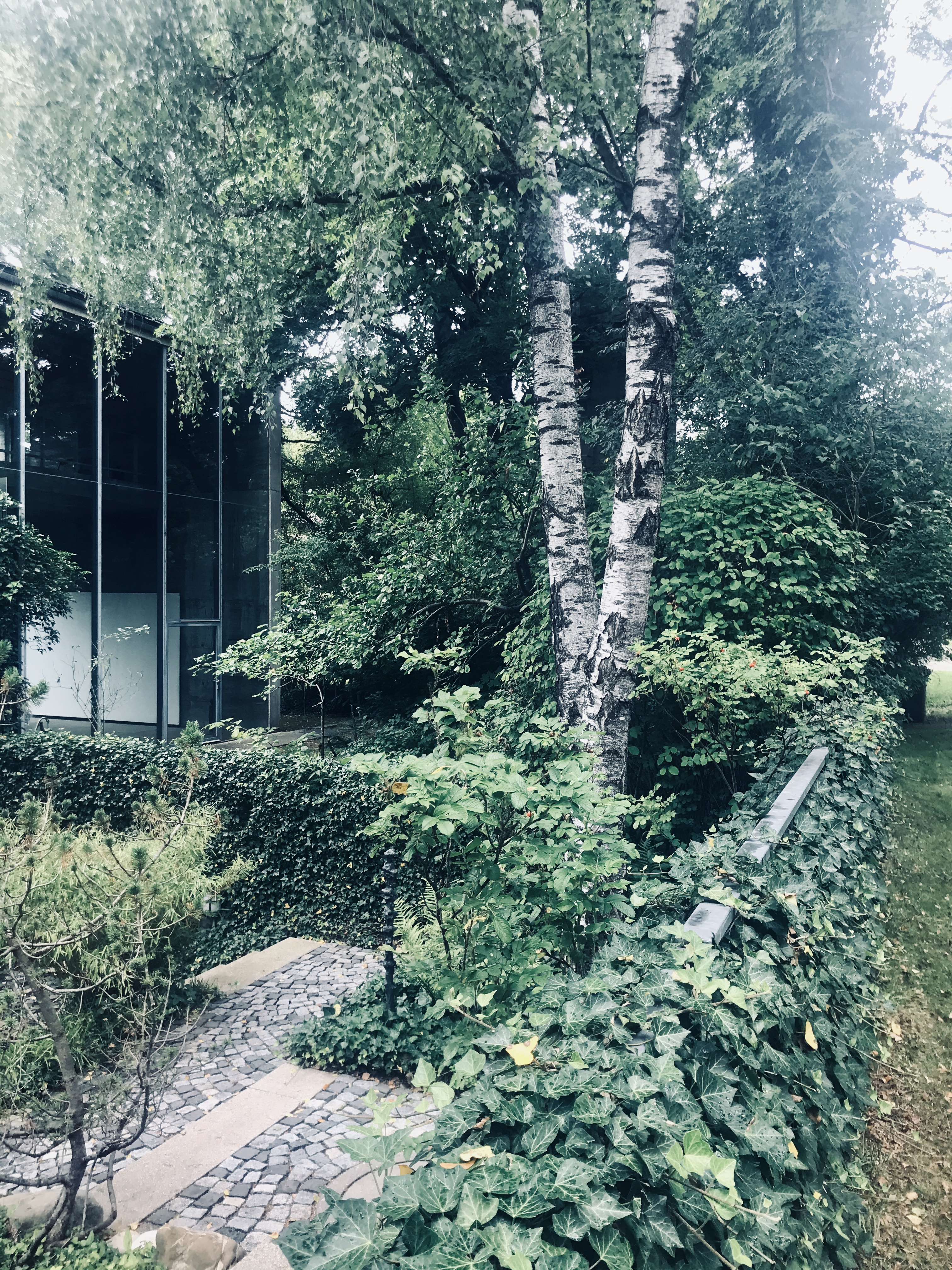
Straßenansicht

## Architektur
Das Atelier von Hermann Rosa zeichnet sich durch den Einsatz weniger Baumaterialien aus, verwendet wurden grob geschalter Sichtbeton, Glas, Stahl und Holz.
Das Haupthaus wurde eigenhändig von Rosa zwischen 1960 und 1965 wie eine überlebensgroße Skulptur aus Beton erbaut. 1968 wurden das Sanitärgebäude und der Schornstein, ebenfalls in Sichtbeton hinzugefügt. Die drei Gebäudeteile fungieren miteinander als ein architektonisches Ganzes. Ein niedriger Kellerraum, der als Lager dient, wurde später erbaut. 
Das Atelier ist an der Ost- und Westseite mit einer gebäudehohen Glasfassade vollständig zum Tageslicht geöffnet. Zur Nord- und Südseite ist das Gebäude fensterlos geschlossen. Das Tageslichtstudio ist auf drei Ebenen verteilt: Ein Hauptgeschoss, ein Dachgeschoss, das man über ein skulpturale Treppe erreicht, und ein Untergeschoss, das über einen Lichthof auf der Rückseite des Ateliers erschlossen ist.

## Denkmal
Atelier, Sanitärgebäude und der Schornstein stehen unter Denkmalschutz und sind im Denkmalatlas des Bayerischen Landesamts für Denkmalpflege eingetragen.

## Zitat von Winfried Nerdinger
Zitat von Winfried Nerdinger auf der Startseite vom Atelierhaus in der Osterwaldstr. 89:
“Das Ateliergebäude Rosas ist ein strahlender Solitär in der deutschen Architekturlandschaft. Es ist ein Raumkunstwerk, dem an architektonischer Radikalität in ganz Deutschland in den Jahrzehnten zwischen 1950 und 1980 kaum vergleichbares an die Seite gestellt werden kann. Jahrzehnte vor dem heute so gefeierten Beton-Minimalismus eines Luigi Snozzi, Peter Märkli oder Peter Zumthor schuf Rosa ein Meisterwerk, dessen eindrückliche und bewegende räumliche Askese noch viele Moden der Architektur überdauern wird und dem ein Ehrenplatz in der deutschen Architekturgeschichte der Nachkriegszeit gebührt.”

## Heutige Nutzung
Hermann Rosas Sohn, Veit Rosa, leitet das Atelier Rosa. Es kann als Ort für Ausstellungen, Präsentation, Fotografien und Vernissagen gemietet werden.